# Kępa Chotecka
Kępa Chotecka (prononciation [ˈkɛmpa xɔˈtɛt͡ska]) est un village de la gmina de Wilków du powiat d'Opole Lubelskie dans la voïvodie de Lublin, située dans l'est de la Pologne.
Le village comptait approximativement une population de 200 habitants en 2006.

## Histoire
De 1975 à 1998, la ville est attachée administrativement à l'ancienne Lublin.

Depuis 1999, elle fait partie de la nouvelle voïvodie de Lublin.